# Rian van Rijbroek
Rian van Rijbroek (Veghel, 1969) is een Nederlands ondernemer en zelfverklaard cyberdeskundige.

## Biografie

### Jeugd en vroege werkzaamheden
Van Rijbroek werd geboren in Veghel, waar ze in 1986 slaagde voor de havo aan het Franciscuscollege. Vervolgens ging ze werken als baliemedewerker bij de Rabobank in het nabijgelegen Erp. Volgens het Algemeen Dagblad meldt haar cv dat ze in die periode ook actief voor geheime diensten was. Volgens bronnen van de NOS heeft zij nooit voor inlichtingendiensten gewerkt. Vanaf 1992 was ze werkzaam bij de afdeling financiën van de gemeente Berlicum. Van Rijbroek was volgens haarzelf in deze periode ook actief als fotomodel en ze heeft enkele opleidingen bedrijfsadministratie afgerond.
Het AD schreef dat ze volgens haar cv van 2000 tot 2003 gewerkt zou hebben bij een accountants- en belastingadviseur in Berghem als softwareontwikkelaar, maar dit wordt ontkend door een van de oprichters van het bedrijf. Ook zou Van Rijbroek in 2004 en 2005 hebben gewerkt bij een beheermaatschappij uit Tilburg.